# ジャン2世 (エノー伯)
ジャン2世（Jean II, 1247年 - 1304年8月22日）は、エノー伯（在位：1280年 - 1304年）。後に母の縁でホラント伯、ゼーラント伯領も獲得した（在位：1299年 - 1304年）。父はエノー伯ジャン1世、母はホラント伯フロリス4世の娘アーデルハイト。

## 生涯
1257年に父が死去したが、祖母のフランドル女伯マルグリット2世が復位した為、1280年の祖母の死によってエノー伯を継承した。1299年、従甥のホラント伯ヤン1世が子の無いまま没したので、ホラント伯も手に入れた。
叔父のフランドル伯ギー・ド・ダンピエールに対抗するため、フランス王フィリップ4世の援助を求めた。フィリップ4世もこれに応え、1300年にギーを捕らえ、フランスに併合した。ジャン2世も勢力を伸ばし、1301年に弟のギーをユトレヒト司教に立てた。
しかしフランドル市民が反抗、金拍車の戦いでフランス軍を打ち破られ、長男のジャンを失った。更にブラバント公ジャン2世に攻め込まれ、ホラント、ゼーラントのほとんどを奪い取られた。そして1304年に捕虜になり、ヴァランシエンヌに連れて行かれ、失意のうちに亡くなった。後に三男のギヨームが奪回、1323年に領有を認められた。

## 子女
1270年、ルクセンブルク伯ハインリヒ5世の娘フィリッパ（1311年4月6日没）と結婚。12人の子を儲けた。
- ジャン（? - 1302年）
- アンリ（? - 1303年）
- サイモン（? - 1303年）
- マリー（1280年 - 1354年） - ブルボン公ルイ1世と結婚。
- ギヨーム1世（1286年 - 1337年）
- ジャン（1288年 - 1356年） - ソワソン女伯マルグリットと結婚、娘ジャンヌはブロワ伯ルイ1世・ド・シャティヨンと結婚
- マルグリット（? - 1342年） - アルトワ伯ロベール2世と結婚。
- アリックス（? - 1317年） - 第5代ノーフォーク伯ロジャー・ビゴッドと結婚。
- イザベル（? - 1305年）
- ジャンヌ - 修道女
- マティルド
- ギヨーム（? - 1290年）